# ポリアーキー
ポリアーキー（英: polyarchy）は、多数支配を表す政治学の概念。ギリシア語のpolyすなわち多数と、arkheすなわち支配とを組み合わせた語である。具体的には20世紀以降、とりわけ第二次世界大戦後の北アメリカ及び西ヨーロッパの自由民主主義の状況を説明・分析するための概念であるといえる。アメリカの政治学者、ロバート・ダールが提唱した。多頭制とも言う。

## 自由民主主義とポリアーキー
上述したように、ポリアーキーとは我々が一般的に自由民主主義と考えている政治体制を指す用語である。となれば自由民主主義とポリアーキーは同一の意味を持つ語ということになる。従って、ポリアーキーという概念を自由民主主義と区別して使用することには通常あまり意味がないように考えられる。しかしここで（自由）民主主義という用語が二面性を持つものであることに留意する必要がある。すなわち、一方で民主主義は一つのモデル（もしくは理念型）であり理想の体制という規範的な意味を持つ。だが他方で、日本やアメリカ、ヨーロッパ諸国などで見られる実在の体制をも意味する。しかしながら現実にあるどのような政治体制も、自由民主主義の条件と考えられている諸要素全てを完全に満たしているわけではない。ここでこの規範的な側面と実在の政治体制を指し示す側面とを区別する必要が発生する。そこで考え出されてきたのが、実在の体制を意味する概念としてのポリアーキーである。つまり自由民主主義の条件として挙げられているもののそれぞれを、どの程度満たしているかがそこでは問題となる。また実在する体制とは理想の体制としての自由民主主義に近似するもの、すなわちポリアーキーでしかないという含意がこの概念にはある。しかしダールの提唱したこの概念は一般に浸透することはなく、現在でも実在の体制を指し示す用語としての自由民主主義は健在である。

## ポリアーキーと体制分類
ダールは政治体制一般を二つの次元で分類することをまず考えた。そのために自由化もしくは公的異議申し立てと、包括性或いは参加という二つの次元を設けた。この二つの次元のそれぞれをどの程度満たすかにより、政治体制は分類されるわけである。ちなみにこの二つの次元はそれぞれ独立した変数であることに注意が必要である。一方が高く他方が低いということは十分にありうる。
自由化もしくは公的異議申し立てとはいわゆる自由権、すなわち集会・結社・言論の自由がどの程度認められているかという点と政府への自由な批判がどの程度許されているかという点で決定される次元である。より具体的には反政府勢力が自由な活動を許されており、場合によっては政府と反政府勢力によって政権をめぐる政治的な競争が行われることが重要である。
包括性或いは参加とはその政治体制内（多くの場合或る一国内）にいる人間がどの程度政治に参加できるかによって決定される次元である。すなわち、政治に参加が許されている人々の割合・比率に関する次元と言える。典型的には選挙権を持っている人の割合が議論の対象となる。
この二つの次元をどの程度満たすかによって政治体制は次の4つに分類される。ポリアーキー、競争的寡頭体制、包括的抑圧体制、閉鎖的抑圧体制がそれらの分類である。
ポリアーキーは二つの次元の双方を十分な程度に満たす政治体制である。具体的には日本やアメリカ、イギリスもしくはヨーロッパ諸国に見られる体制を指す。ポリアーキーと認められる程には二つの次元を満たしていないが一定程度満たす体制、すなわちポリアーキーに準ずる体制を準ポリアーキーと呼ぶ。ポリアーキーが一定程度満たすべき条件としてはさらに次のものが挙げられる。
- 選挙によって選出された公務員（政治家）
- 自由で公正な選挙の定期的な実施
- 表現の自由
- 多様な情報源
- 集団の自治・自立すなわち政党や利益集団などを自由に形成できること
- 全市民の包括的参加

競争的寡頭体制は二つの次元のうち自由化（公的異議申し立て）の次元を十分な程度に満たすが、包括性の次元を満たさない政治体制を指す。競争的寡頭体制においては、複数の、寡頭制的エリートからなる政治集団（例えば政党）が政権を巡って競争する。そのため政権交代の可能性がある。19世紀初頭までのイギリスでは、トーリーとホイッグの二大政党による政権を巡る競争が展開された。しかし選挙権が一般大衆にまで拡張されず、参加の次元が十分に高いとは言えなかった。
包括的抑圧体制は二つの次元のうち包括性の次元を十分に満たすが、自由化（公的異議申し立て）の次元を満たさない政治体制を指す。選挙権は与えられているが、自由権が保障されず反政府的な行動が抑圧されているような体制である。例えば全体主義体制の国にあっては、大衆を政治に動員し参加させることが重要視される場合があった。そのような体制は包括的抑圧体制に分類される。
閉鎖的抑圧体制においては、二つの次元の双方が満たされていない。このような体制の具体例は現代ではあまり見られない。しかし選挙権はあっても形式上のものであり実質的には独裁者の政権維持を追認するしかない場合、このような体制を包括的抑圧体制と呼ぶのか閉鎖的抑圧体制と呼ぶのかは議論の余地があるだろう。

## 民主化への含意
現在ポリアーキーでない国々、すなわち非民主体制をとる国々であっても自由化もしくは包括性の次元を高めていくことで民主化（正確にはポリアーキー化）が可能である。ダールは閉鎖的抑圧体制が民主化する経路として次の三つを想定している。尚、これらは多くの国々が実際に経験した歴史的展開でもある。
第一の経路は自由化の次元を高め、競争的寡頭体制となったあとポリアーキー化するケースである。これは多くの国々で実際に起こった歴史的展開である。代表例はイギリスである。まず政権を巡る自由な競争がトーリーとホイッグの二大政党間で展開され、自由権が保障されるようになった。その上で1832年の第一次選挙法改正を皮切りに、選挙権が拡張されていった。支配者がある程度の自由化や包括化を認めるためには、抑圧にかかるコストが自由化・包括化を許す寛容のコストを上回る必要がある。そのためには反政府勢力が政府勢力に対し、自分たちが政権を奪取した際にも身の安全を保障することが重要である。競争的寡頭体制ではエリート間が競争を行っているため、そのような安全保障の約束が成り立ちやすい。従って民主化の際にこの経路は最も確実なものであると言える。
第二の経路は包括性の次元を高め、包括的抑圧体制となったあとポリアーキー化するケースである。帝政期のドイツでは、広範な政治参加が認められていた。しかしながら政府を批判するような自由は厳しく規制されていた。ナチス党政権のような全体主義体制を経験しつつも、ヴァイマール共和制を経てその後はポリアーキー化が進展した。
第三の経路は閉鎖的抑圧体制から一気にポリアーキーにいたるケースである。例えばフランスは革命によって絶対主義体制（アンシャン・レジーム）を一気にポリアーキー化しようとした。
上述したように第一の経路が民主化する上で最も確実な方法であり、第三の経路が最も不確実で危険な方法であるとされる。第二・第三の経路が危険なのは、民主化の際に重要な政府勢力と反政府勢力との間の相互安全保障が成立しにくいからである。実際に第三の経路を辿ったフランスでは革命後にジャコバン派の独裁などの抑圧的な体制への変化が起こり、その後も革命とその反動を繰り返しつつポリアーキー化した。しかし結局7月革命から2月革命、第三共和制へと至る経路は事実上第一の経路に近いと言えるものであるだろう。